# 鲍勃·卡尔
卜卡，或譯鲍勃·卡尔（1947年9月28日—），全名罗伯特·约翰·卡尔（英語：Robert John Carr）是澳大利亚工党籍政治家，曾担任新南威爾斯州长（1995年4月－2005年8月），及澳大利亚外交部长（2012年3月－2013年9月）和新南威爾斯州的联邦參議員等职务。
卡尔出生于悉尼东南區，出身贫寒，是家中的第一个中学毕业生和大学生。大学毕业于新南威尔士大学历史专业。后从事记者工作。1983年10月，卡尔經補缺選舉入選新南威爾斯州议会，成爲代表馬魯巴選區（Maroubra）的工黨籍州議員。。1988年，成为新州工党党魁，并出任州议会反对党领袖。1995年竞选新南威爾斯州长成功，在1999年和2003年两次连任，直至2005年7月辞职引退。他是新南威爾斯州历史上任职时间最长的州长。
辞职退隱七年后，2012年2月，卡尔再度出山進入聯邦參議院，並接替陸克文在吉拉德内阁和第二次陆克文内阁中出任澳大利亞外交部長，直至2013年9月。
鲍勃·卡尔的妻子海倫娜是馬來西亞華裔、印度裔混血。